# Menemerus legendrei
Menemerus legendrei là một loài nhện trong họ Salticidae.
Loài này thuộc chi Menemerus. Menemerus legendrei được Ehrenfried Schenkel-Haas miêu tả năm 1963.